# Diplomàcia
|  | No s'ha de confondre amb diplomàtica. |

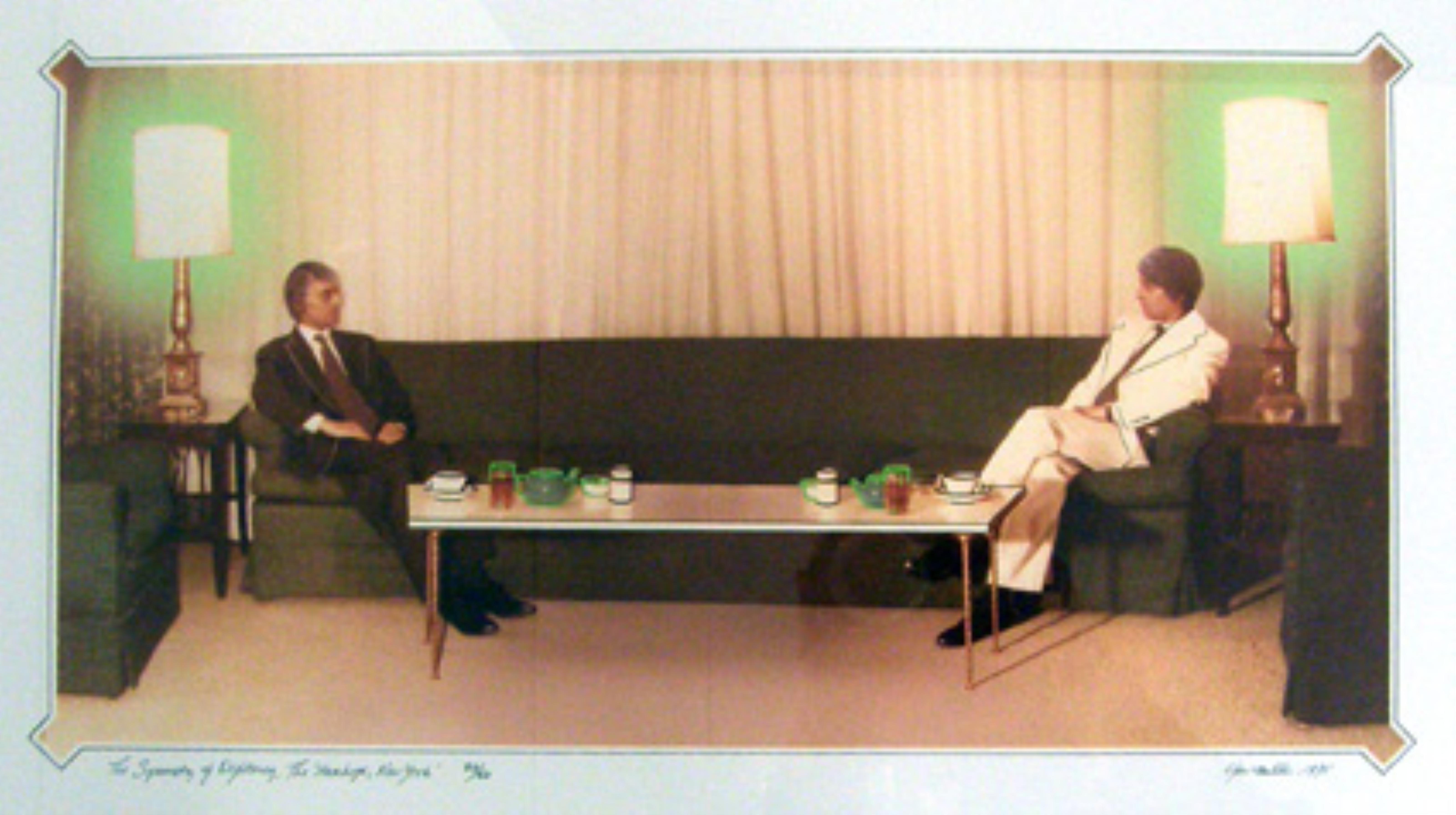
Ger van Elk, Symmetry of Diplomacy, 1975, Groninger Museum.

La diplomàcia és l'organització o procediment per a establir i mantenir relacions internacionals, mitjançant tractes i negociacions, i per a representar-hi un estat. Els diplomàtics són les persones que es dediquen professionalment a l'exercici de la diplomàcia.
Amb un ús informal es refereix a la qualitat de persuasió, i per extensió al tacte, l'habilitat a portar un afer delicat sense deixar esclatar un conflicte obert.

## Definicions

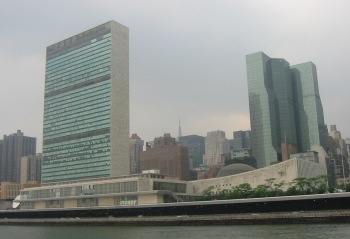
Les Nacions Unides, amb seu a Nova York, és l'organització diplomàtica internacional més gran.

El concepte de diplomacia té diferents accepcions d'acord al grau d'inclusió d'objectius major o menor i pràctiques que a través d'ella es desenvolupen. Es defineix com: 
- «El maneig professional de les relacions entre sobirans» (Cohen)

- «Sentit comú i comprensió aplicats a les relacions internacionals. L'aplicació de la intel·ligència i el tacte a la direcció de les relacions oficials entre Governs d'Estats independents» (Nicolson)

- «La conducció de les relacions internacionals per negociació, més que per la força, la propaganda, o el recurs del dret, i per altres mitjans pacífics - com recollir informació o generar bona voluntat- que són directes o indirectament dissenyats per promoure la negociació. Una activitat essencialment política i una institució del sistema internacional» (Berridge)

- «El conjunt de regles i mètodes que permeten a un estat instrumentar les seves relacions amb altres subjectes del dret internacional amb el doble objecte de promoure la pau i conrear una mentalitat universal fomentant la cooperació amb els esmentats subjectes en els camps més diversos» (Cantilo)

La pràctica diplomàtica es remunta fins i tot a la Grècia clàssica i va evolucionar gradualment d'acord l'increment de les relacions internacionals, procés que s'intensifica en els nostres dies. La importància de la pràctica diplomàtica rau en la versatilitat de les funcions exercides pels ambaixadors residents, les funcions dels quals giren entorn de la generació d'informació fidedigna, la minimització de les friccions potencials i el foment de les relacions amistoses entre estats sobirans.
Es poden distingir quatre tipus: la diplomàcia bilateral, la diplomàcia ad hoc, la diplomàcia directa i aquella anomenada multilateral.

## Etimologia i història del concepte
La paraula diplomàcia deriva del mot diploma al seu sentit d'acte jurídic. La paraula diplomàcia prové de diplomàtic, que al seu torn deriva del llatí diploma i aquest del grec  διπλομα (diploma) compost de δίπλο (diplo), que significa doblegat en dos, i del sufix -μα (-ma), que fa referència a una cosa doblegada.
Un diploma és un document oficial, «una carta de recomanació o que n'atorgava una llicència o privilegi», remesa per l'autoritat suprema d'una entitat política sobirana a les autoritats d'una altra, per informar-los que el posseïdor exercia funcions de representació oficial i per sol·licitar-los certs privilegis per al funcionari en la jurisdicció del destinatari. L'esmentat document es caracteritzava per ser doblegat, i de vegades cosit, a raó de què el contingut era una comunicació privada entre el remitent i el destinatari. El document es lliurava doblegat, i contenia una recomanació oficial -amb certs poders- per a aquells funcionaris que es dirigien a un altre país o província d'un Imperi. El portador del plec o diploma era ipso facto un diplomàtic. En el seu procés evolutiu, una persona portadora d'un diploma («carta doblegada en dues parts») obtenia pel document oficial algun favor o privilegi, o es feia recomanar pel seu estat d'origen quan viatjava a les províncies.
Segles més tard, en transitar pel francès i l'anglès, el terme diplomàcia va ampliar el seu abast a altres activitats que guardaven relació amb el maneig de documents oficials entre sobirans. A França, la diplomatie feia referència «a tots els documents solemnes emesos per les cancelleries, especialment aquells que contenien acords entre soberans». No s'ha de confondre amb el terme diplomàtica (anglès diplomatics) que és la ciència de l'autenticació de documents que va ser conegut entre els governs europeus com a res diplomatica o assumptes diplomàtics, un element que queda «vital per al funcionament de qualsevol Servei Exterior eficient»".
Cap a finals del segle xviii, van començar a utilitzar-se els vocables diplomatie, a França, i diplomacy, diplomat i diplomatist, al Regne Unit, amb referència al «maneig de les relacions i negociacions entre nacions a través d'oficials del govern». Des de llavors, en paraules d'alguns autors, un diplomàtic és «una persona autoritzada a negociar en nom d'un estat».

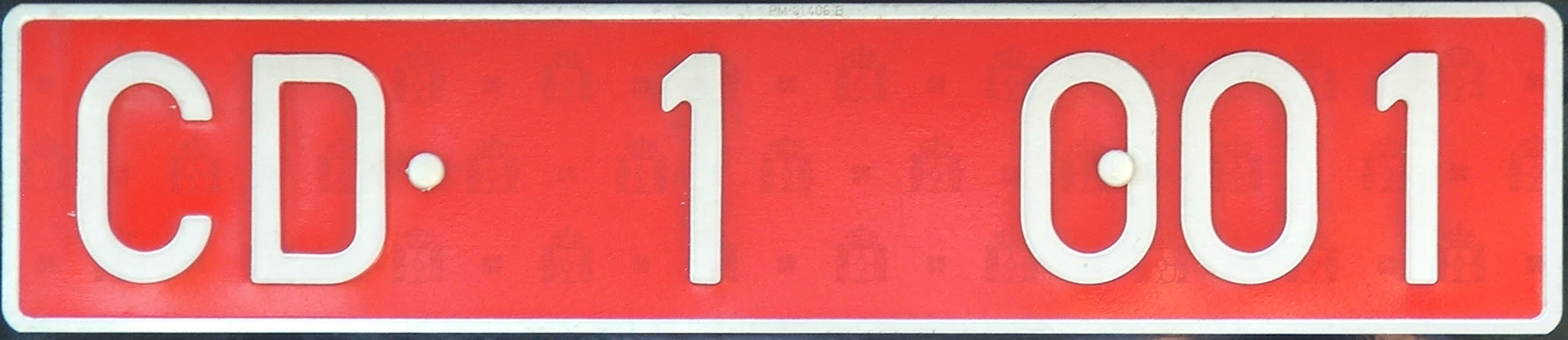
Matrícula de cotxe oficial del cos diplomàtic espanyol

En la forma actual la diplomàcia només existeix des del Renaixement, ja que segles abans els emissaris que enviaven els diferents estats eren només missatgers sense paper de negociador. A partir de l'edat moderna amb la teorització del dret dels estats (ius gentium) la diplomàcia es presenta com una alternativa a la guerra. Un destacat diplomàtic va ésser el cardenal Richelieu (1586-1642), primer ministre del rei Lluís XIII de França. Va ser ell qui va crear la noció de «raó d'estat» que privilegia la seguretat de l'estat i del territori per sobre d'altres prioritats.

## Tipologia de les missions diplomàtiques
Fins a la Primera Guerra Mundial va perviure la diplomàcia secreta, en què es considerava normal i desitjable que els compromisos, acords i pactes entre Estats no fossin coneguts ni pels altres estats ni per l'opinió pública interna. Des dels Catorze punts de Wilson i el final de la primera guerra Mundial es practica la Diplomàcia Oberta.
Hi ha dos principals tipus de diplomàcia: la diplomàcia bilateral entre dos estats i la diplomàcia multilateral que implica molts estats (diplomàcia internacional) o uns quants estats (diplomàcia regional).

### Diplomàcia secreta
La diplomàcia secreta és una forma de diplomàcia, que va perviure pràcticament fins a la Primera Guerra Mundial, en la qual es considerava normal i desitjable que els compromisos, acords i pactes entre estats sobirans no fossin coneguts ni pels altres estats ni per l'opinió pública interna. El president dels Estats Units d'Amèrica Woodrow Wilson va tenir un paper destacat i molt actiu en la prohibició de la diplomàcia secreta. A la diplomàcia secreta s'oposa la diplomàcia oberta, comunament practicada avui, en la qual la norma és la publicitat dels tractats internacionals, sense perjudici, naturalment, de la reserva que ha de protegir la seva elaboració i negociació.

### Diplomàcia Bilateral

#### Davant d'Estats
Eisemberg defineix les missions diplomàtiques permanents com el conjunt de la representació entre estats acreditant i receptor. La missió permanent és un òrgan en el qual es diposita potencialment tota la representació de l'estat acreditant, comprenent totes les funcions, activitats i poders, per temps il·limitat.
Aquest «conjunt de representació» s'integra amb elements materials (locals, arxius, documents, vehicles, diversos béns) i amb un grup de persones (els membres de la missió); així com, per l'estatut jurídic especial que els regula, que estableix els drets i les obligacions de la missió i dels seus membres, regulant a més la relació amb l'Estat acreditante i el receptor.
Les funcions de les missions diplomàtiques permanents davant dels estats s'enuncien (no taxativament) a l'article 3 de la Convenció de Viena de 1961 i són: la representació de l'estat acreditant, la protecció dels interessos d'estat acreditant i de seus nacionals, la negociació, l'observació per tots els mitjans lícits de les condicions i esdeveniments de l'estat receptor per a després informar d'ella al seu estat i el foment i desenvolupament de les relacions amistoses, diplomàtiques, econòmiques, culturals i científiques, etc.

#### Davant d'Organitzacions Internacionals

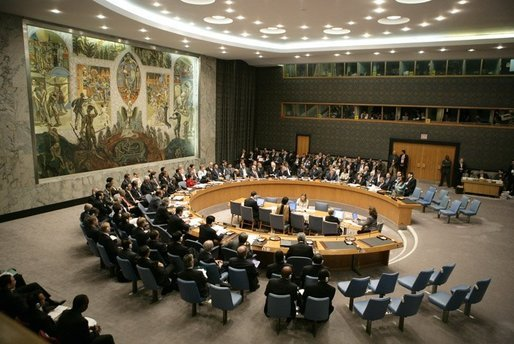
El Consell de seguretat de les Nacions Unides és un alt lloc de la diplomàcia internacional

Es defineix les missions permanents davant de les Organitzacions Internacionals com l'òrgan encarregat de la representació i de la conducció de l'activitat diplomàtica entre un estat membre de l'organització, davant d'ella i en relació amb els altres estats membres. La missió permanent d'observació pot definir-se de la mateixa manera, encara que les seves comeses són més limitades, quan l'acredita un estat no membre de l'organització.
Les funcions de les missions davant de les Organitzacions Internacionals s'enuncien l'article 6 de la Convenció de Viena de 1975 i són: la representació de l'estat que envia, la negociació, l'observació i informació, la protecció dels seus interessos, així com l'enllaç amb l'organització.

### Diplomàciaad hoc
A més de la diplomàcia a caràcter permanent, es parla de diplomàcia ad hoc quan es tracta de missions particulars. S'atorga als diplomates enviats ad hoc una representativitat per un temps i per a una comesa determinats. La seva missió i durada, siguin amples o restretes, es pacta amb l'estat receptor. Aquestes missions especials són definides per l'article 1 de la Convenció de Nova York de 1969.
Les funcions de les missions diplomàtiques especials «seran determinades pel consentiment mutu de l'estat que envia i de l'estat receptor». Les activitats de les missions especials es classifiquen en: funcions protocol·laries (rendir-se homenatges, participar en un canvi de govern, assistir a un casament real), funcions tècniques (coordinar activitats pesqueres, militars, comercials, etc.), funcions de naturalesa política (coordinar l'acció internacional dels estats, firmar un tractat, arreglar una aliança) i funcions tècniques amb un contingut marcat i una forta repercussió política, com per exemple la determinació d'una frontera).
Les funcions de les delegacions davant d'un congrés, un orgà de decisió o conferència són determinades per la naturalesa d'aquests i el motiu de la convocatòria. La funció d'una delegació diplomàtica ad hoc hi consisteix a participar en les trobades, reunions i deliberacions on representa l'estat que envia.

## Diplomàcia multilateral

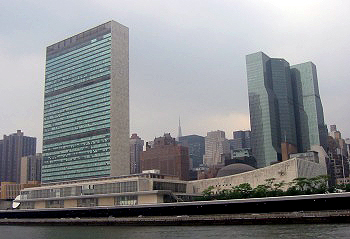
Seu de les Nacions Unides a Nova York

La diplomàcia multilateral es practica des del segle xix al Congrés de Viena. Als darrers anys ha intervingut en la signatura de diversos tractats internacionals i en institucions com les Nacions Unides entre moltes altres. Refereix, per contraposició a la diplomàcia bilateral, a les relacions entre més de dos estats. Pot ésser de caràcter permanent o temporal; la primera és la forma d'activitat diplomàtica realitzada mitjançant les organitzacions internacionals, mentre que la segona es du a terme a través de conferències internacionals.

## Diplomàcia de les ciutats
La diplomàcia de les ciutats generalment entesa com a diplomàcia subnacional o paradimplomàcia, engloba totes aquelles pràctiques, processos i institucions amb les quals les ciutats desenvolupen relacions amb altres ciutats o actors a un pla internacional amb l'objectiu de representar-se a si matieixes o els seus interessos envers un altre. Vivint en un món globalitzat les ciutats han esdevingut actors claus en totes les àrees de desenvolupament considerant que un 55,7% de la población mundial viu a àrees urbanes. A dia d'avui la diplomàcia de les ciutats està caracteritzada per la creació d'organitzacion multilaterals de gran rellevància.

## L'agent diplomàtic
S'entén per diplomàtic aquell agent que envia un estat (acreditant) cap a un altre estat (receptor) per desenvolupar les relacions entre ambdós. Les normes de regulació de l'activitat van ser, majoritàriament, d'origen consuetudinari, cristal·litzant-se en la Convenció de Viena sobre Relacions Diplomàtiques del 18 d'abril de 1961 amb 53 articles que codifiquen el dret diplomàtic relatiu a les missions diplomàtiques permanents de caràcter bilateral i a les relacions desenvolupades per aquestes. Fins aleshores, les relacions diplomàtiques bilaterals es regulaven pel costum internacional i, de fet, els estats que no són membres de la convenció, segueixen fent-ho.
D'acord amb aquest element del dret internacional públic, hi ha funcions normals: protegir els interessos de l'estat acreditant a l'estat receptor; fomentar les relacions amistoses, exercir funcions consulars. Com a funcions excepcionals hi ha representar els interessos d'un tercer estat a l'estat receptor o representar un tercer estat que no tingui cap representació a l'Estat que el rep. Això passa per exemple quan petits estats per raons de costs, 
Dins els límits de la seva missió (hi ha, per exemple agregats econòmics, culturals o militars) representa l'estat del qual és originari, pot negociar amb l'estat receptor i ha d'informar el seu estat, per tots els mitjans lícits.

## La composició de la missió diplomàtica
Es componen d'un cap de missió així com de personal sota la seva autoritat.

### El cap de missió
La Convenció de Viena va establir regles que determinen la classificació dels caps de missió per tal de reglar problemes de precedència entre agents diplomàtics en una cerimònia oficial. En breu: qui passa davant. Abans els ambaixadors consideraven que el lloc que ocupaven en una cerimònia oficial havia de correspondre a la importància del seu sobirà, en altres paraules a la consideració que ells pensaven ser-li deguda, amb molta subjectivitat o vanitat i font de conflictes. Per resoldre aquest tipus de problema el Congrés de 1815 es va reunir.
L'article 14 de la Convenció de Viena aborda aquesta qüestió: la categoria cap de missió es divideix en tres classes:
- Una classe correspon als ambaixadors o nunci apostòlic acreditats amb els caps d'Estat.
- Una altra classe és la dels enviats, ministres o nuncis, igualment acreditats amb els caps d'Estat.
- L'última classe és la dels encarregats d'assumptes acreditats amb el ministre d'afers exteriors.

Dins d'una mateixa classe, l'antiguitat del nomenament al país accréditari és determinant. Els estats determinen entre ells la classe a la qual han de pertànyer els caps de missió. Els estats acreditatius no fan cap diferència entre els caps de missió basant-se en la seva classe excepte en allò que concerneix la precedència i l'etiqueta. Aquestes qüestions de precedència considerades a l'article 14 no concerneixen més que els caps de missió. L'article 17 precisa que l'ordre de precedència del personal diplomàtic de cada missió és establert per l'estat que acredita ell mateix i notificat al ministeri assumptes estrangers de l'estat acreditatiu. Un cap de missió no pot prendre cap càrrec més si no té l'acord previ del govern que el rep. Quan un cap de missió pren les seves funcions, ha de presentar les seves cartes de crèdit per les quals el seu propi estat l'acredita a l'estat receptor. La Convenció de Viena confirma una pràctica internacional que havia començat als anys 1920 i que permetia la representació de diversos estats per un sol cap de missió. Els articles 5 i 6 de la Convenció de Viena reglen aquesta possibilitat i precisen que l'estat receptor ha de donar el seu acord perquè una mateixa persona sigui acreditada per diversos estats. Aquesta fórmula permet a certs Estats estalviar el cost de la creació d'una missió diplomàtica pròpia, tot sent representat.

### Le personal de la missió diplomàtica
La missió diplomàtica comprèn tot el personal necessari per omplir les funcions diplomàtiques. Aquest personal es divideix en diverses categories: hi ha els agents diplomàtics acceptats per l'estat d'acollida (el cap de missió, el personal administratiu i tècnic (agregats), el personal pel servei domèstic de la missió. Els efectius sempre són fixats per un acord entre l'estat que acredita i l'estat receptor. Segons l'article 11 de la Convenció de Viena, l'estat receptor «pot exigir que aquest efectiu sigui mantingut en límits del que es considera com raonable i normal».
Els membres de la missió són escollits unilateralment pel govern de tramesa que ha de notificar simplement aquesta designació al govern de l'estat receptor. Aquell pot en tot moment declarar un membre del personal diplomàtic persona non grata i, per tant, exigir que surt del país receptor. Sovint, tal pràctica és el signe d'una tensió política i concerneix majoritàriament els caps de missió. Es fa també, quan diplomates menors han utilitzat mètodes il·lícits (espionatge) o que han comès un acte criminal i que com aforat, no poden ser jutjats al país receptor.

### Ambaixador
L'Ambaixador és el cap d'una missió diplomàtica o ambaixada. És un funcionari diplomàtic de primera classe, amb missió permanent a prop d'un altre govern, representant de l'Estat sobirà que l'envia i, a més, de la persona del seu cap d'estat. L'ambaixador extraordinari i plenipotenciari és el cap d'una missió diplomàtica o ambaixada. El terme "extraordinari" no té un significat real. Antigament, es designava així aquells ambaixadors no residents en missions temporals per diferenciar-los dels ambaixadors normals permanents. Aquesta apel·lació va provocar discòrdies amb aquests últims per les connotacions negatives del terme, que suggerien un rang inferior, per això es va estendre aquesta denominació a tots els ambaixadors. L'expressió «plenipotenciari» també cau en desús, ja que significa la possessió de plens poders per exercir les funcions normals d'un ambaixador.

### Cònsol
El cònsol és el representant d'un estat en una ciutat estrangera per protegir els interessos de les persones i de la nació que el designa. L'oficina consular de rang més alt és el consolat general, ubicat normalment en una ciutat de considerable importància comercial, i a càrrec d'un cònsol general. Segons la Convenció de Viena sobre relacions consulars de 1963, existeixen també els càrrecs de cònsol general adjunt, cònsol i cònsol honorari.

### Agregat
L'agregat és un funcionari amb acreditació diplomàtica, assignat a una representació diplomàtica per un ministeri diferent al d'Afers Exteriors.

### Encarregat de negocisad interim
L'encarregat de negocis ad interim (sovint expressat amb les sigles a.i.) és el funcionari diplomàtic de major jerarquia dins d'una representació diplomàtica, encarregat interinament de reemplaçar l'ambaixador o cap de missió en la seva absència. Anteriorment es designava amb aquest títol al cap d'una missió la jerarquia del qual era inferior a la d'un ambaixador o ministre. Normalment ocupa el càrrec interinament el funcionari diplomàtic de categoria immediatament inferior al cap de missió. El seu nom és comunicat al ministeri de relacions exteriors o, si s'escau a la secretaria de l'organització internacional pel cap de missió abans d'absentar-se o pel ministeri de relacions exteriors de l'estat acreditant.
L'encarregat de negocis a.i. és un verdader cap de missió, però amb caràcter interí, temporal, encara que no existeix un termini de temps màxim per a aquestes situacions que, a vegades, poden prolongar-se i confondre's la figura amb la d'un encarregat de negocis titular, de qui sempre es diferenciarà per no haver estat l'interí acreditat mitjançant cartes de gabinet. L'encarregat de negocis a.i. es col·loca quant a precedència entre els caps de missió a continuació dels encarregats de negocis amb cartes, independentment del temps que porti exercint les seves funcions que sol comptarà per establir la precedència entre els diferents encarregats de negocis a.i.

### Conseller d'ambaixada
El conseller d'ambaixada és una de les categories que integren l'escalafó de la carrera diplomàtica. A Espanya, es tracta d'una categoria superior al secretari d'ambaixada de primera classe, i inferior al Ministre plenipotenciari de tercera classe. La seva indumentària està regulada legalment: coll i bocamànegues amb brodat de palmes i fulls de roure en vuits, i els cantells de la casaca o torera s'acaben amb canonet i pilota.

#### Secretari d'ambaixada
El secretari d'ambaixada és un dels graus de l'escalafó de la carrera diplomàtica.

### Immunitat diplomàtica
La immunitat diplomàtica es refereix als beneficis d'immunitat o inviolabilitat que gaudeix un diplomàtic sobre la seva persona i el país on resideix i es exerceix oficialment, l'exempció d'impostos i de la jurisdicció civil i criminal respecte amb els tribunals locals. Aquests beneficis van ser convinguts històricament en reconeixement que el diplomàtic representa una sobirania diferent i que l'exercici legítim de les seves funcions no li serà innecessàriament impedit.
La immunitat diplomàtica és regulada per la Convenció de Viena sobre Relacions Diplomàtiques de 1961. La Convenció de Viena sobre Relacions Consulars de 1963, regula igualment aquests drets al cònsol i a qualsevol funcionari consular reconegut oficialment com tal. També es refereix al dret que tenen els agents diplomàtics a no ser cridats a judici, ja que cap tribunal d'algun país determinat no pot declarar-se competent per conèixer d'accions intentades en contra d'un agent diplomàtic, un sobirà o un estat estrangers.

## Incident diplomàtic
Un incident diplomàtic és una divergència entre dos o més estats amb potencial d'acabar en un conflicte major. Poden ésser provocats per episodis accidentals amb participació de ciutadans, funcionaris de govern, unitats armades d'un o diversos estats, i també poden nàixer d'una provocació deliberada, amb participació d'agents d'espionatge, o terroristes, en contra d'un altre estat, en temps de pau relativa. Històricament, molts conflictes armats van ser la conseqüència d'incidents internacionals, quan els esforços diplomàtics per prevenir l'escalada no van anar bé; en aquest cas, es parla de casus belli. Alguns dels incidents diplomàtics:
- L'afer XYZ
- El telegrama Zimmermann
- L'incident del USS Pueblo
- L'afer Trent
- L'Assassinat de Sarajevo
- L'enfonsament del Lusitània
- L'incident de Gleiwitz
- L'afer Lavon
- La crisi de l'U-2
- L'incident del golf de Tonkin
- La construcció del mur de Berlín
- L'incident del USS Liberty
- L'afer del vol 007 de Korean Air
- L'afer del vol 103 de Pan Am
- L'incident del ¿Por qué no te callas? entre Joan Carles I d'Espanya i el president de Veneçuela Hugo Chávez (2007))

## Terminologia diplòmatica
Una missió diplomàtica és el terme col·lectiu per a un grup de diplòmatics d'un sol país. L'ambaixador està al cap d'una ambaixada. El cos diplomàtic és el conjunt de tots els diplomàtics residents en un país determinat.
- Ambaixada o missió diplomàtica és la delegació representativa oficial i generalment permanent d'un estat en un altre, sovint a la seva capital, cosa que les distingeix dels consolats, radicats a qualsevol indret de l'estat. Amb resguard al Dret Internacional estes gossen d'estatus extraterritorial, és a dir, tot i ocupar territori nacional de l'estat amfitrió, aquestes estan deslligades de les lleis locals i en quasi totes les situacions gaudixen del dret propi del país al que representen.

- Nunciatura és la missió diplomàtica de la Santa Seu davant dels estats amb els quals manté relacions diplomàtiques, al capdavant de les quals es troba un nunci. És l'equivalent a una ambaixada, és a dir, és una missió diplomàtica de primera classe. El representant de la Santa Seu als països amb els quals no manté relacions diplomàtiques s'anomena delegat apostòlic.

- Precedència és, en llenguatge diplomàtic, la preferència que es dona als agents diplomàtics a efectes de protocol, segons el seu rang i antiguitat en el càrrec. En la diplomàcia bilateral es determina per la classe del cap de missió, i dins d'ella per l'antiguitat en el, ja que es determina sigui per la data de presentació de les seves cartes credencials, sigui per la comunicació de l'arribada al país i consegüent presentació de cartes d'estil, criteri a elegir per l'estat receptor que l'ha d'aplicar amb caràcter uniforme per a tots els estats. En la diplomàcia multilateral la precedència s'estableix per l'ordre alfabètic dels estats, utilitzant per a això el nom del país en l'idioma utilitzat en l'organització. El mateix criteri d'ordre alfabètic s'aplica a les missions observadores, les quals es col·loquen darrere de les missions permanents.

En l'àmbit consular la precedència s'estableix per la categoria del cap d'oficina, i dins d'elles, per la data de concessió de l'exequàtur. Usualment, dins de cada categoria es dona la preferència als caps d'oficina de carrera sobre els honoraris.
- Distensió indica un període de treva en un enfrontament entre estats, quan el conflicte encara no ha estat resolt. La treva obtinguda, per tant, és de caràcter temporal. Cap dels dos estats ha arribat a un acord, ni tampoc assegura que les relacions no tornaran a empitjorar. Aquest terme va adquirir gran importància en conflictes com La Guerra Freda en les fases menys tibants.

- Valisa diplomàtica és una tramesa que remet una missió diplomàtica al seu Ministeri d'Afers Exteriors (i viceversa) que conté la correspondència i altres objectes d'ús oficial. El paquet ha de constar de manera ostensible el seu caràcter de valisa diplomàtica. És inviolable: no pot ser oberta ni retinguda per cap oficial del país receptor. La Convenció de Viena sobre relacions diplomàtiques regla el seu ús.

- Plenipotència és un document solemne en virtut del qual es confereix la representació d'un estat sobirà a una determinada persona per dur a terme, respecte d'un tractat internacional, determinats actes que es precisen en la mateixa plenipotència (negociació, adopció del text, autenticació d'aquest, firma...). No requereixen plenipotència perquè es considera que per si mateixos representen el seu estat, els caps d'estat i de govern, i els ministres de relacions exteriors per a qualsevol acte relacionat amb un tractat. Els caps de missió tampoc no la requereixen, dins de la seva respectiva competència, per a la negociació i adopció del text.

Les plenipotències, també anomenades plens poders, solen ser objecte d'intercanvi en algun moment de la negociació anterior a la prestació del consentiment, als tractats bilaterals. En els multilaterals solen dipositar-se i controlar-se a la secretaria de la conferència.